# Friedel Neuber
Friedel Neuber (* 10. Juli 1935 in Rheinhausen; † 23. Oktober 2004 in Duisburg) war ein deutscher Bankmanager und Politiker.

## Leben
Der Sohn eines Eisenbahners machte in den Jahren 1950 bis 1953 eine Ausbildung zum Industriekaufmann bei Krupp, wo er bis 1961, zuletzt als Revisor, beschäftigt war. Danach leitete er das zur Alfried Krupp von Bohlen und Halbach-Stiftung gehörende Bertha-Krankenhaus. Gleichzeitig stieg er innerhalb der nordrhein-westfälischen SPD auf und war von 1962 bis 1975 Abgeordneter im nordrhein-westfälischen Landtag – zu Beginn als jüngster Abgeordneter.

## Bankkarriere
Auf Grund der politischen Kontakte wurde Neuber im Jahr 1969 Präsident des Rheinischen Sparkassen- und Giroverbandes. In den Jahren 1970 bis 2001 gehörte er ferner dem Vorstand des Deutschen Sparkassen- und Giroverbandes (DSGV) an und bekleidete von 1987 bis 2001 auch das Amt des Präsidenten beim Bundesverband Öffentlicher Banken Deutschlands.
Von 1981 bis 2001 war Neuber Vorsitzender des Vorstands der Westdeutschen Landesbank (WestLB). In dieser Funktion betrieb er für die SPD-Regierung Nordrhein-Westfalens unter Johannes Rau Standort- und Wirtschaftspolitik mit dem Versuch, einen Übergang von der im Niedergang begriffenen Schwerindustrie in zukunftsfähige Strukturen zu schaffen. So betrieb er die Fusion der historischen Widersacher RWE und VEW, die Fusion von Hoesch und Krupp, die Übernahme von Horten durch Metro sowie den Aufbau der LTU.
Neuber hatte eine Vielzahl von Aufsichtsratsmandaten inne, so unter anderem bei der RWE, LTU, TUI, Deutsche Bahn, RAG und ThyssenKrupp. Er galt als Förderer von Michael Frenzel.
In der Bankenszene galt er aufgrund seines untypischen Lebenslaufes als Außenseiter. Durch die Verknüpfung von parteiübergreifenden politischen Kontakten und wirtschaftlichem Einfluss wurde Neuber von manchen als „roter Pate“ kritisiert oder vornehmer als „Macht am Rhein“. Sein Einfluss schmälerte sich allerdings, als Wolfgang Clement Nachfolger Raus wurde und die SPD in den nordrhein-westfälischen Großstädten weniger Stimmen bei den Kommunalwahlen erhielt.

## Kritik an der Person

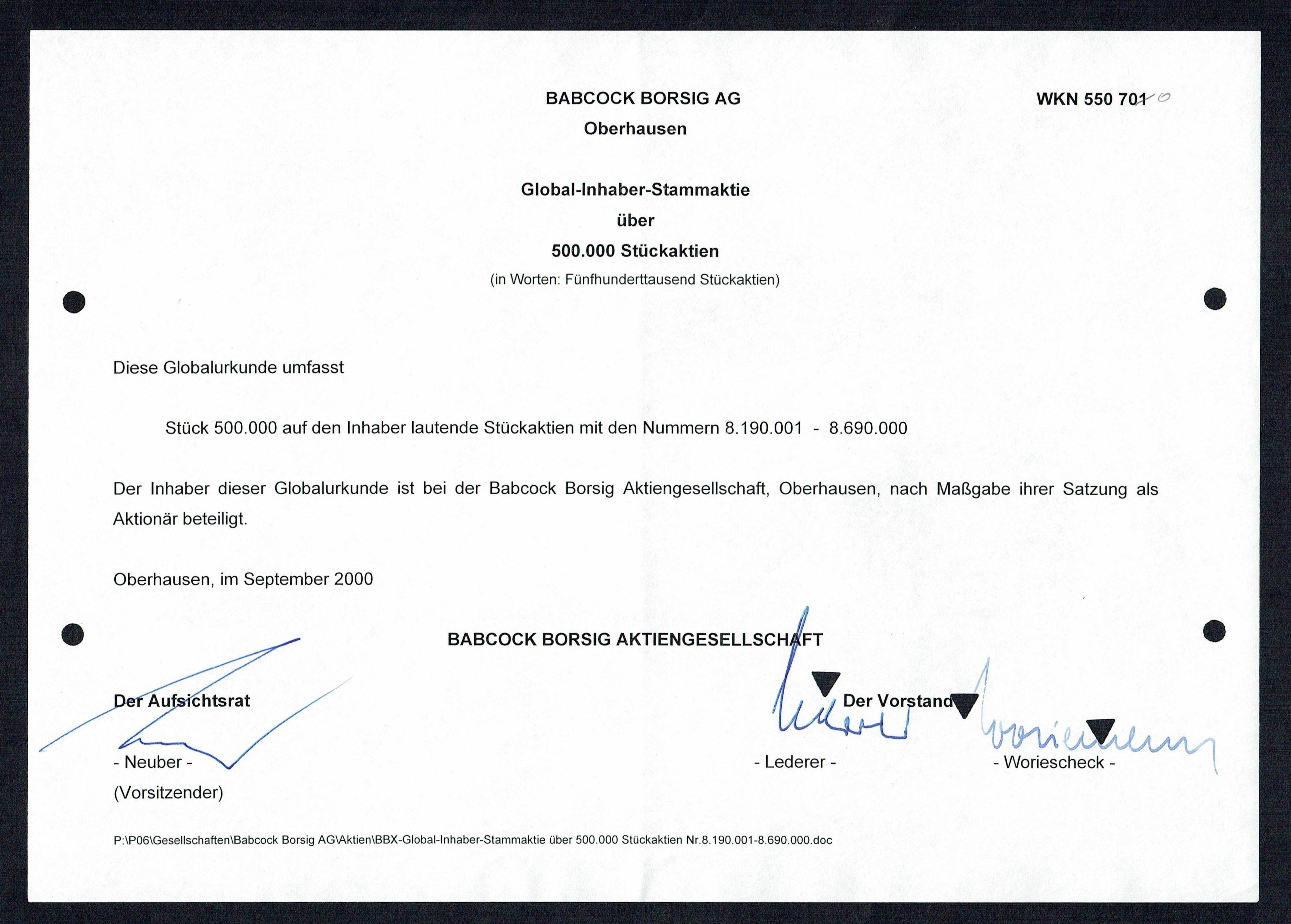
Global-Inhaber-Aktie über 500000 Stammaktien der Babcock Borsig AG vom September 2000 mit Unterschrift von Friedel Neuber als Aufsichtsrat

Neuber wurde im Rahmen verschiedener Skandale angegriffen. Die Kritik an ihm entzündete sich insbesondere an Projekten, die im wirtschaftlichen Desaster endeten. So war er maßgebliche Kraft bei der Umwandlung der Preussag in die TUI AG, war am in der Insolvenz endenden Umbau der Babcock Borsig AG beteiligt und stand hinter dem letztlich teuren und erfolglosen Ausbau der WestLB in eine weltweit agierende Bank. Neuber war im Jahr 1999 in die Düsseldorfer Flugaffäre verwickelt und wurde mehrfach im Zusammenhang mit insolvent gewordenen Unternehmen angeklagt, zuletzt im Zusammenhang mit dem Zusammenbruch des Baukonzerns Philipp Holzmann AG. Ermittlungen gegen Neuber gab es auch wegen eines Vorwurfs der Beihilfe zur Steuerhinterziehung. Er musste damals eine Strafe von 300.000 DM bezahlen.

## Familie
Neuber war verheiratet und hatte zwei Söhne. Er starb an Herzversagen.

## Ehrungen
Neuber wurde am 24. Mai 1987 mit dem Verdienstorden des Landes Nordrhein-Westfalen ausgezeichnet. Am 26. Juni 1997 erhielt er von der Universität-Gesamthochschule Duisburg die Ehrendoktorwürde der Naturwissenschaften verliehen.